# Николаев, Андрей Евгеньевич
Андрей Евгеньевич Николаев (15 декабря 1958, Москва — 22 февраля 2006, Москва) — российский писатель-фантаст. Рассказ писателя «Интоксикация» — победитель литературного конкурса «Веркон 2003» и победитель мастер-класса А. Громова на «Росконе-2004», а также был номинирован Советом по фантастике и приключениям при СПР на премию по итогам 2003 года, как лучший рассказ года.

## Биография
Первой фантастической публикацией автора стал рассказ «Реликт» в журнале «Порог» (2003). Следующим фантастическим произведением автора-фантаста Андрея Евгеньевича Николаева стал рассказ «Интоксикация», выигравший весной 2003 года конкурс «Веркон 2003». С этим рассказом автор также стал победителем мастер-класса А. Громова на «Росконе-2004», кроме того, рассказ был номинирован Советом по фантастике и приключениям при СПР на премию по итогам 2003 года, как лучший рассказ года.
Уже в августе 2004 года вышел и его первый роман — «Русский экзорцист», сюжетная линия которого разворачивается после того, как католики присылают демона в православную Москву. В течение двух последующих лет вышел целый ряд его романов, написанных в различных жанрах. Книга, написанная в соавторстве с Александром Прозоровым «Душа оборотня», является 4-й книгой сериала славянской фэнтези «Ведун».
Вместе с Олегом Маркеевым Андрей Николаев написал трилогию («Золотые врата», «Черное Таро» и «Врата Атлантиды»), в которой главный герой Игорь Корсаков оказывается втянутым в нереальные события, влияющие не только на судьбы мира, но и прочными нитями связывают его прошлое и настоящее.
В соавторстве с Романом Злотниковым Николаевым были написаны три романа о спецагенте Дике Сандерсе и десантнике Касьяне Полубое («Охота на охотника», «Счастливчик Сандерс» и «Правило русского спецназа»), которые являются предысторией большого цикла Злотникова «Вечный». Действие трилогии разворачивается в далёком будущем, в уже освоенной и заселенной человечеством Галактике, на различных планетах Российской Империи.
Последней книгой Андрея Николаева стал роман «Точка отсчёта», в котором герой Сергей Седов становится участником эксперимента по превращению человека в сверхсущество, обладание которым стало камнем преткновения между несколькими серьёзными правительственными и мафиозными структурами.

### Циклы произведений
- Русский экзорцист:

«Русский экзорцист» (2004)

«Русский зкзорцист: Время выбора» (2005) (не окончено)
- Трилогия об Игоре Корсакове // Соавтор: Олег Маркеев :

«Золотые врата» (2004) // Соавтор: Олег Маркеев.

«Чёрное Таро» (Таро Бафомета, Таро Люцифера) (2005) // Соавтор: Олег Маркеев

«Врата Атлантиды» (2005) // Соавтор: Олег Маркеев
- Участие в межавторских проектах:

«Мир Вечного» // Автор: Роман Злотников

«Охота на охотника» // Соавтор: Роман Злотников.

«Охота на охотника» (2005) // Соавтор: Роман Злотников.

«Счастливчик Сандерс» (2005) // Соавтор: Роман Злотников .

«Правило русского спецназа» (2005) // Соавтор: Роман Злотников

«Ведун» // Автор: Александр Прозоров

«Душа оборотня» (2004) // Соавтор: Александр Прозоров
Романы:

2004 «Душа оборотня» // Соавтор: Александр Прозоров

2004 «Золотые врата» // Соавтор: Олег Маркеев

2004 «Русский экзорцист»

2005 «Врата Атлантиды» // Соавтор: Олег Маркеев

2005 «Охота на охотника» // Соавтор: Роман Злотников. 

2005 «Правило русского спецназа» // Соавтор: Роман Злотников.

2005 «Счастливчик Сандерс» // Соавтор: Роман Злотников.

2005 «Точка отсчёта» (авторское название «Стадия покоя»)

2005 «Чёрное Таро (Таро Бафомета, Таро Люцифера)» // Соавтор: Олег Маркеев.
Повести и рассказы: 

2003 «Интоксикация.» 

2003 «Королевство заоблачной долины.»

2003 «Реликт.»

2003 «Реликт.» // Соавтор: Сергей Чекмаев

2004 «Исход.»

2005 «Рождественский ангел.»

2005 «Стажировка.»

2005 «СтандАрт (Стандарт красоты).»// Соавтор: Сергей Чекмаев
Статьи:
1990 «Железные мышцы.»

1992 «Исполнитель желаний.»
Незаконченные или неопубликованные произведения: 

2005 «Русский зкзорцист: Время выбора» — не закончено, не опубликовано.